# Сивіла Трелоні
Сиві́ла Патриція Трело́ні (англ. Sybill Patricia Trelawney) — персонаж книжок Дж. Ролінґ про Гаррі Поттера. Викладачка віщування в Гоґвортсі.

## Ім'я
Ім'я Трелоні запозичене від міфічної провидиці.

## Зовнішність
Професорка походила на велику блискучу комаху. Вона була надзвичайно худа, великі окуляри в декілька разів збільшували її й так великі очі, а тіло було закутано в тоненьку, з блискітками, шаль. З її довгої шиї звисало безліч ланцюжків і намиста, а пальці й руки були всіяні перснями та браслетами.

## Викладання в Гоґвортсі
Родичкою Сивіли була відома в магічному світі віщунка Кассандра Трелоні. Проте більшість учнів мають сумнів щодо віщунських здібностей Сивіли: на уроках вона пророкує лише погані події, здебільшого хвороби та загибель. Рон Візлі та Гаррі Поттер дурили професорку Трелоні, оскільки замість справжніх пророцтв у домашньому завданні, подібно до самої Трелоні, передбачали собі у майбутньому каліцтва і негаразди. А Герміона Ґрейнджер, що уособлює собою раціональне мислення, відмовилася відвідувати уроки шарлатанки Трелоні. Проте професорка має і двох прихильників: Парваті Патіл та Лаванду Браун.
Албус Дамблдор запросив Сивілу Трелоні для викладання у Гоґвортс, оскільки саме їй належить пророцтво про Гаррі Поттера та Волдеморта, яке підслухав Северус Снейп. У пророцтві йшлося про те, що
|  | Наближається той, хто зможе перемогти Темного Лорда...народжений наприкінці сьомого місяця тими, хто тричі кидав йому виклик...і Темний Лорд позначить його як рівного собі, але він володітиме силою, недоступною Темному Лордові...і хтось один загине від руки іншого, бо разом їм жити не судилося...той, хто зможе перемогти Темного Лорда, народиться наприкінці сьомого місяця... |

Коли Северус Снейп дізнався, що підслухане ним пророцтво призвело до вбивства Лілі та Джеймса Поттерів, він переповів його Албусу Дамблдорові. Це спричинило те, що Дамблдор зрозумів, що саме Гаррі Поттер зможе здолати Лорда Волдеморта і допоміг йому зробити це.
Для Трелоні Гоґвортс став справжнім домом. Коли Долорес Амбридж ставила під сумнів викладацькі здібності професорки, а зрештою і звільнила Сивілу зі школи, це напрочуд сильно засмутило Трелоні. Проте Дамблдор зумів заступитися за неї — і Сивіла залишилася у школі. Проте наступного року Трелоні ділила свої обов'язки з кентавром Фіренце, що також ображало її. На підґрунті переживань щодо своєї роботи, Трелоні почала пити.
Під час битви за Гоґвортс захищала школу від смертежерів, жбурляючи в них шари для віщування.

## Кабінет Сивіли Трелоні
Характер професорки гарно характеризує її кабінет.
Основна стаття: Кабінет Сивіли Трелоні

## Роль в кіно
У фільмах про Гаррі Поттера роль Сивіли Трелоні виконує Емма Томпсон.